# Amigo/Amado
Amigo/amado (título original en catalán Amic/Amat) es una película del director español Ventura Pons, basada en la obra de teatro Testamento de Josep Maria Benet.
El protagonista, un maduro profesor homosexual, sintiendo próxima su muerte a consecuencia de una enfermedad, intenta decidir a quien dejar su herencia: un ensayo sobre El libro del Amigo y del Amado de Ramon Llull. Decide que la mejor persona para heredar tan curioso legado es su mejor alumno, del cual está enamorado.

## Argumento
La película comienza con una conversación entre el protagonista (Jaume) y su amigo (Pere), el cual le dice que se trate la enfermedad, y el profesor le dice que no quiere sufrir más de la cuenta. Jaume lleva a David Vila en el coche y hablan de su trabajo sobre Ramon Llull y David Vila.
Por otra parte, encontramos a Alba (19 años), la cual está embarazada de David Vila. Los padres de Alba le hablan de abortar, ella no sabe todavía que hacer.
Jaume y David Vila suben a casa de este último, el profesor le recuerda que le había dado un disquete con su ensayo y le pide su opinión y David Vila le dice que es demasiado optimista. David Vila no tiene familia, tiene una beca y trabaja (no se sabe de qué todavía pero está muy bien instalado). Su padre intento pasar droga y le metieron a la cárcel y finalmente se suicidó.
Jaume le dice que termine de leerlo para ver si cambia de opinión, y el otro le dice que ya lo ha leído, entonces suena el contestador con la voz de un hombre y David Vila lo apaga en el momento
Después David Vila le rompe el disquete, el profesor se va de su casa. Vuelve a llamar el de antes, que le hace una especie de “pedido”.
La madre le cuenta a Alba que ella abortó 2 veces, la primera encima de una mesa, la segunda ya con su padre. Alba invita a comer a su madre a su apartamento
Jaume va a casa del padre de alba, Pere, le dice que su mujer no está, le miente y le dice que una tía suya se ha puesto enferma. 
Jaume ha firmado un contrato con la universidad, en el seminario de literatura medieval. Hablan de David Vila, discuten, a Jaume le parece extraordinario. Hablan de Alba, y de que en cuanto cumplió 18 se marchó de casa. Hablan de que Jaume viajó por todo el mundo. El padre no se ha leído el ensayo. Toman una copa.
Hablan de su enfermedad, dicen que es un hipocondríaco.
Hablan de la homosexualidad de Jaume y de que Pere ha sido al hombre que más ha querido durante toda su vida.
Vuelven a hablar de su ensayo, Jaume no deja de repetir que no le gustará. Hablan de que el alumno predilecto de Jaume (David Vila) ha dejado embarazada a su hija y comienzan a discutir, Jaume se quiere ir y dice que le ha puesto cachondo la conversación. El padre le aclara que quiere a su mujer (Fanny) y que la amistad es otra cosa. 
Jaume se va y en el coche llama a número de contactos del periódico para que vaya a su casa.
Alba y Fanny en casa de Alba, se encuentran con su compañero de piso, le pregunta si es el quien le ha dejado embarazada. Luego aparecen 2 compañeros de piso más. La última chica que aparece, casi se acuesta con Alba.
Resulta que David Vila es el contacto al que ha llamado Jaume. Hablan de que le gustan los hombres y de que por eso tiene un piso mucho mejor que los de la mayoría. David quiere ir al grano pero Jaume está en shock, habla de la primera vez que le vio, que se levantó a  hablar delante de toda la clase y a defender atrocidades, y después de eso Jaume firmó el contrato definitivo, le dice que está enamorado de él. David le dice que no va a conseguir que nadie le quiera, que tendrá que llamar para tener sexo. Nadie le dirá que le quiere, ni le tendrá afecto. David Vila se va a ir, pero Jaume le dice que tienen que hacer un trato. 
Alba y la madre en su casa, contándose batallitas. La madre le dice que tiene que vivir más, y ella le dice que no intente seguir siendo joven a través de ella, suben a la terraza.
El trato de Jaume y David es que David deje la prostitución, Jaume le daría como una especie de beca para que siguiera estudiando a cambio de que tiene que convencer a alba de que tenga el hijo. Comienzan a discutir, David dice que hará lo que quiera sin aferrarse a nadie y que luego se suicidará. Jaume le dice que no tendrá futuro, y que acepte el pacto, David comienza a pegarle, le borra el ensayo y le tira el ordenador al suelo, se va.
Jaume llama a Pedro.
La madre tiene miedo, no sabe por qué, se va de casa de alba y casi la atropellan.
Jaume está obsesionado con que nazca el bebé, porque sería su heredero, lo que le uniría a David y a Pere, sus dos amores. Pere le dice que se ha convertido en un animal asustado.
Pere va a casa de David Vila, discuten sobre Alba y Jaume, y le cuenta que Jaume está enfermo.
Jaume llama a David Vila y le dice que vaya a su casa. Justo llama un cliente y Pere lo entiende todo.
Jaume le da el disquete a David, lo vuelve a romper, entonces le explica que ahora es el único que ha leído su ensayo, por lo que de él depende escribirlo o no, que ahora sí que está atrapado de una manera u otra.
Alba deja un mensaje en el contestador a David, diciéndole que si tiene el hijo no será cosa suya.
La madre vuelve a casa después de recorrerse la ciudad a pie, dice que se va al Zaire, y que quiere separarse.
Jaume llama a su médico, dice que ha aprovechado el día, y que le ayude, porque quiere morir, entonces cuelga el teléfono y apaga la luz.
David vuelve a su casa, escucha el mensaje de Alba, le llama un cliente y a este le dice que necesita pasta, porque tiene que mantener a un hijo.
“No nos resignaremos, contra quien sea, conseguiremos tiempo, algún día, alguien lo conseguirá, algún día alguien encontrará lo que buscamos, llegará ese día y nos habremos salvado, sabes, alguien habrá inventado la salvación, habremos inventado la salvación, habremos inventado la salvación.” Ramon Llull.

## Premios
- Premio Especial del Jurado Ondas 99
- Mejor Director Premio San Pancracio (Ventura Pons)
- Mejor Actor Premio Paco Rabal (David Selvas)
- Mejor Guion Festival de Troya (J.M. Benet i Jornet)
- Mejor Película Festival de Santo Domingo
- Mejor Película y Mejor Guion Festival de Toulouse
- Mención Especial del Jurado MedFilmFest Roma
- Mejor Actor Festival de Burdeos (Josep M. Pou)
- Mención Honorable del Jurado New Haven Film Fest

- Nominaciones Premios Goya 2000:

- Mejor Actor Protagonista: Josep Maria Pou

- Mejor Actor de Reparto: Mario Gas

- Mejor Guion: J.M. Benet i Jornet